# Светско првенство у одбојци за жене
Светско првенство у одбојци за жене (енгл. FIVB Volleyball Women's World Championship) репрезентативно је такмичење које организује ФИВБ. Прво издање је приређено у Совјетском Савезу 1952. године. Од 1970. такмичење се одржава на сваке четири године.

## Досадашња првенства
На првих седам турнира Совјетски Савез је освојио 4, а Јапан 3 титуле. Године 1978. овај дуел прекида Куба и осваја своју прву титулу. Првенства 1982. и 1986. осваја Кина, 1990. је најбоља била Совјетски Савез, а 1994. и 1998. Куба долази до своје друге и треће титуле. На наредна два шампионата (2002. и 2006) најбоља је била селекција Русије, а 2010. селекција САД-а. Србија је 20. октобра 2018. године по први пут у историји постала првак света.
| Година       | Домаћин            | Финале           | Финале          | Финале           | Меч за треће место | Меч за треће место | Меч за треће место |
| Година       | Домаћин            | Злато            | Резултат        | Сребро           | Бронза             | Резултат           | Четврто место      |
| ------------ | ------------------ | ---------------- | --------------- | ---------------- | ------------------ | ------------------ | ------------------ |
| 1952. детаљи | СССР               | Совјетски Савез  | Бергеров систем | Пољска           | Чехословачка       | Бергеров систем    | Бугарска           |
| 1956. детаљи | Француска          | Совјетски Савез  | Бергеров систем | Румунија         | Пољска             | Бергеров систем    | Чехословачка       |
| 1960. детаљи | Бразил             | Совјетски Савез  | Бергеров систем | Јапан            | Чехословачка       | Бергеров систем    | Пољска             |
| 1962. детаљи | СССР               | Јапан            | Бергеров систем | Совјетски Савез  | Пољска             | Бергеров систем    | Бугарска           |
| 1967. детаљи | Јапан              | Јапан            | Бергеров систем | Сједињене Државе | Јужна Кореја       | Бергеров систем    | Перу               |
| 1970. детаљи | Бугарска           | Совјетски Савез  | Бергеров систем | Јапан            | Северна Кореја     | Бергеров систем    | Мађарска           |
| 1974. детаљи | Мексико            | Јапан            | Бергеров систем | Совјетски Савез  | Јужна Кореја       | Бергеров систем    | Источна Немачка    |
| 1978. детаљи | СССР               | Куба             | 3 : 0           | Јапан            | Совјетски Савез    | 3 : 1              | Јужна Кореја       |
| 1982. детаљи | Перу               | Кина             | 3 : 0           | Перу             | Сједињене Државе   | 3 : 1              | Јапан              |
| 1986. детаљи | Чехословачка       | Кина             | 3 : 1           | Куба             | Перу               | 3 : 1              | Источна Немачка    |
| 1990. детаљи | Кина               | Совјетски Савез  | 3 : 1           | Кина             | Сједињене Државе   | 3 : 1              | Куба               |
| 1994. детаљи | Бразил             | Куба             | 3 : 0           | Бразил           | Русија             | 3 : 1              | Јужна Кореја       |
| 1998. детаљи | Јапан              | Куба             | 3 : 0           | Кина             | Русија             | 3 : 1              | Бразил             |
| 2002. детаљи | Немачка            | Италија          | 3 : 2           | Сједињене Државе | Русија             | 3 : 1              | Кина               |
| 2006. детаљи | Јапан              | Русија           | 3 : 2           | Бразил           | Србија и Црна Гора | 3 : 0              | Италија            |
| 2010. детаљи | Јапан              | Русија           | 3 : 2           | Бразил           | Јапан              | 3 : 2              | Сједињене Државе   |
| 2014. детаљи | Италија            | Сједињене Државе | 3 : 1           | Кина             | Бразил             | 3 : 2              | Италија            |
| 2018. детаљи | Јапан              | Србија           | 3 : 2           | Италија          | Кина               | 3 : 0              | Холандија          |
| 2022. детаљи | Холандија · Пољска | Србија           | 3 : 0           | Бразил           | Италија            | 3 : 0              | Сједињене Државе   |

## Биланс медаља
| Ранг | Држава           | Злато | Сребро | Бронза | Укупно |
| 1.   | Русија           | 7     | 2      | 4      | 13     |
| 2.   | Јапан            | 3     | 3      | 1      | 7      |
| 3.   | Куба             | 3     | 1      | 0      | 4      |
| 4.   | Кина             | 2     | 3      | 1      | 6      |
| 5.   | Србија           | 2     | 0      | 1      | 3      |
| 6.   | Сједињене Државе | 1     | 2      | 2      | 5      |
| 7.   | Италија          | 1     | 1      | 1      | 3      |
| 8.   | Бразил           | 0     | 4      | 1      | 5      |
| 9.   | Пољска           | 0     | 1      | 2      | 3      |
| 10.  | Перу             | 0     | 1      | 1      | 2      |
| 11.  | Румунија         | 0     | 1      | 0      | 1      |
| 12.  | Чешка            | 0     | 0      | 2      | 2      |
| 12.  | Јужна Кореја     | 0     | 0      | 2      | 2      |
| 14.  | Северна Кореја   | 0     | 0      | 1      | 1      |
|      | Укупно           | 19    | 19     | 19     | 57     |

ФИВБ сматра да су селекције Русије, Србије и Чешке наследнице претходних државних заједница

## Најкорисније играчице досадашњих првенстава
- 1982 —  Ланг Пинг
- 1986 —  Јанг Силан
- 1990 —  Ирина Паркомчук
- 1994 —  Регла Торес
- 1998 —  Регла Торес
- 2002 —  Елиза Тогут
- 2006 —  Јошие Такешита
- 2010 —  Екатерина Гамова
- 2014 —  Кимберли Хил
- 2018 —  Тијана Бошковић
- 2022 —  Тијана Бошковић